# Đội tuyển bóng đá quốc gia Quần đảo Turks và Caicos
Đội tuyển bóng đá quốc gia Quần đảo Turks và Caicos là đội tuyển cấp quốc gia của Quần đảo Turks và Caicos do Hiệp hội bóng đá Quần đảo Turks và Caicos quản lý.

## Thành tích tại giải vô địch thế giới
- 1930 đến 1998 - Không tham dự
- 2002 đến 2022 - Không vượt qua vòng loại

## Cúp Vàng CONCACAF
- 1991 đến 1998 - Không tham dự
- 2000 - Không vượt qua vòng loại
- 2002 đến 2003 - Không tham dự
- 2005 - Bỏ cuộc
- 2007 - Không vượt qua vòng loại
- 2009 đến 2013 - Không tham dự
- 2015 đến 2017 - Không vượt qua vòng loại

## Đội hình
Đây là đội hình tham dự vòng loại World Cup 2022 gặp Haiti vào tháng 6 năm 2021.

| 1  | TM | Corrin Brooks-Meade  | 19 tháng 3, 1988  | 14 | 0 | Oroklini-Troulloi      |  |  |
| 23 | TM | Sebastian Turbyfield | 19 tháng 12, 2002 | 0  | 0 | Beaches                |  |  |
|    |    |                      |                   |    |   |                        |  |  |
| 3  | HV | Wildens Delva        | 15 tháng 10, 1991 | 15 | 0 | SWA Sharks             |  |  |
| 4  | HV | James Rene           | 2 tháng 2, 1986   | 9  | 0 |                        |  |  |
| 6  | HV | Cory Williams        |                   | 0  | 0 |                        |  |  |
| 11 | HV | Jeff Beljour         | 4 tháng 4, 1998   | 12 | 1 | AFC Academy            |  |  |
| 12 | HV | Hayden Williams      |                   | 0  | 0 |                        |  |  |
| 19 | HV | Ledson Jerome        | 28 tháng 12, 1998 | 11 | 0 | AFC Academy            |  |  |
| 22 | HV | Carlo Guillaume      |                   | 0  | 0 |                        |  |  |
|    |    |                      |                   |    |   |                        |  |  |
| 2  | TV | Christopher Louisy   | 6 tháng 4, 2005   | 1  | 0 | AFC Academy            |  |  |
| 5  | TV | Callum Park          | 6 tháng 12, 2004  | 1  | 0 | AFC Academy            |  |  |
| 8  | TV | Jose Elcius          | 6 tháng 11, 2000  | 10 | 1 | AFC Academy            |  |  |
| 14 | TV | Rascari Cox          |                   | 2  | 0 |                        |  |  |
| 15 | TV | Evariste Peterson    |                   | 0  | 0 |                        |  |  |
| 21 | TV | Mackenson Cadet      | 20 tháng 1, 2000  | 6  | 0 | Hardin–Simmons Cowboys |  |  |
|    |    |                      |                   |    |   |                        |  |  |
| 7  | TĐ | Billy Forbes         | 13 tháng 12, 1990 | 15 | 8 | Miami FC               |  |  |
| 9  | TĐ | Raymond Burey        |                   | 0  | 0 |                        |  |  |
| 10 | TĐ | Wilkins Sylvain      | 20 tháng 10, 1999 | 3  | 0 | AFC Academy            |  |  |
| 20 | TĐ | Lenford Singh        | 8 tháng 8, 1985   | 19 | 1 | SWA Sharks             |  |  |

### Từng được triệu tập
| Vt | Cầu thủ               | Ngày sinh (tuổi)  | Số trận | Bt | Câu lạc bộ   | Lần cuối triệu tập                   |
| -- | --------------------- | ----------------- | ------- | -- | ------------ | ------------------------------------ |
| TM | Pendieno Brooks       | 4 tháng 1, 2001   | 10      | 0  | SWA Sharks   | vs. Belize, 30 tháng 3 năm 2021      |
|    |                       |                   |         |    |              |                                      |
| HV | Widlin Calixte        | 21 tháng 4, 1990  | 10      | 2  | Beaches      | vs. Belize, 30 tháng 3 năm 2021      |
| HV | Orrin Campbell        | 15 tháng 9, 2002  | 0       | 0  |              | vs. Belize, 30 tháng 3 năm 2021      |
|    |                       |                   |         |    |              |                                      |
| TV | Alex Bryan            | 12 tháng 5, 1994  | 14      | 0  | AFC Academy  | vs. Belize, 30 tháng 3 năm 2021      |
|    |                       |                   |         |    |              |                                      |
| TĐ | Fred Dorvil           | 10 tháng 12, 1995 | 10      | 1  | Beaches      | vs. Belize, 30 tháng 3 năm 2021      |
| TĐ | Jack McKnight         | 10 tháng 6, 1994  | 7       | 0  | VEC          | vs. Belize, ngày 30 tháng 3 năm 2021 |
| TĐ | Paul Claudel Phillips | 18 tháng 2, 1998  | 0       | 0  | AFC Academy  | vs. Belize, 30 tháng 3 năm 2021      |
| TĐ | Tony Bolster          | 18 tháng 2, 1988  | 1       | 2  | ex-Brentford | vs. Belize, 30 tháng 3 năm 2021      |
| TĐ | Jovnel Jean Baptiste  |                   | 0       | 0  | AFC Academy  | vs. Belize, 30 tháng 3 năm 2021      |